# Jazeera Airways
Jazeera Airways (in arabo -طيران الجزيرة) è una compagnia aerea low-cost avente base in Kuwait; gestisce i servizi di linea per Medio Oriente, Europa ed India. Il suo hub principale è l'Aeroporto Internazionale del Kuwait mentre il secondo è l'Aeroporto Internazionale di Dubai. La compagnia aerea si è sviluppata, sin dal suo lancio, per diventare la seconda compagnia aerea nazionale del Kuwait ed ha fatto da apri pista alla diffusione di vettori a basso costo nel Medio Oriente.

## Storia
Nel 2004, il governo del Kuwait ha acconsentito alla creazione della compagnia aerea che divenne la compagnia satellite della Kuwait Airways. Dal 2007, la Jazeera Airways, è diventata una compagnia indipendente.
La compagnia aerea è la prima di proprietà privata in Kuwait e in Medio Oriente.
Jazeera Airways opera sul mercato, a maggio 2023, con una flotta di 19 aerei: 8 Airbus A320 e 11 Airbus A320neo.